# 新壽綜合證券
新壽綜合證券（簡稱新壽證券）是曾經存在於台灣的證券公司，過去曾為新光金融控股公司的子公司，於2009年10月5日將其業務及部分資產售予元富證券後，進行清算並解散。

## 歷史
新壽證券前身為力世綜合證券，成立於1998年，資本額新台幣35億元，最初主要股東為黃崇仁的力捷集團。
2002年與新光人壽共同以1:0.4876股權轉換方式共同成立新光金融控股公司，並成為新光金控的子公司，並配合新光金控的名稱更名為「新壽綜合證券」（已經有新光證券，因此無法以「新光」為名）。
2009年10月5日，新壽證券的業務及部分資產被售予元富證券後，進行清算並解散。